# Textreklam
Textreklam är en till synes redaktionell text där det finns bakomliggande kommersiella intressen hos textens skapare eller beställare. Det är inte alltid tydligt för läsaren att texten är reklam.
På senare tid har textreklam även kommit att kallas uppdragspublicistik, content, content marketing, advertorial (bildat som teleskopord  av advertisment (annons) och editorial (redaktionell text), branded content, native advertising, journalistisk reklam sponsrade artiklar och sponsrade texter..
Textreklam är föremål för en ständig diskussion inom berörda branscher och har varit så sedan reklam och journalistik började få utrymme under ett och samma tak.

## Allmänt accepterad textreklam
Textreklam kan vara en text som med ett tydligt kommersiellt förtecken beskriver ett företag, en tjänst eller en vara. Det kan vara en enkel produktbeskrivning i en annons, brödtext i en möbelkatalog eller t.o.m. en årsredovisning. Dessa typer av texter är textreklam i ordets rätta bemärkelse. Ofta används även ordet "reklamtext" för att beskriva detta.
Det är allmänt accepterat att skriva om enskilda företag, butiker eller butikskedjor så länge det finns ett uppenbart nyhetsvärde. Det kan då handla om innovation, entreprenörskap eller annan kreativitet som är värd att uppmärksamma. Det handlar alltså om texter som enligt journalistiska principer skildrar näringsliv och företagande utan att det ställs kommersiella motkrav. För en tidning kan det emellertid vara frestande att skriva textreklam, speciellt vid nyhetstorka. Om en artikel till exempel bara handlar om öppningen av en butik eller om artikelförfattaren låter texten presentera ett speciellt produktsortiment är risken stor att man får problem med trovärdigheten. Däremot är kommunala upphandlingar, affärsdrivande nätverk, skapande av företagscentra och så vidare viktig samhällsinformation som kan vara intressant för många olika typer av läsare, samtidigt som det kan finnas ett nyhetsvärde. Det går dock aldrig att komma ifrån att en tidning i vissa fall kan komma att gynna enskilda företag eller företagare på ett eller annat sätt, men det behöver inte vara av ondo. En tidnings mål är inte bara att granska och underhålla eller att tjäna pengar på annonsering eller lösnummer, utan även att främja näringslivet. Det gynnar hela samhället och ökar samtidigt trovärdigheten för tidningen. Därför anses det som viktigt att man som tidning eller annonsör arbetar för att inte luckra upp skillnaden mellan reklam och journalistik.

## Allmänt icke accepterad textreklam
Text som med en journalistisk framtoning eller inramning försöker ge sken av att vara fri från kommersiell påverkan, är en form av textreklam som i allmänhet ses som oseriös. Det är självklart att innehållsförteckningen på en produkt måste beskriva produktens verkliga innehåll. På samma sätt anser de flesta tidningar att rubrik och ingress skall beskriva innehållet i en redaktionell text. Man anser att det inte får råda tveksamheter om vem som är skribentens eller journalistens uppdragsgivare. Om ett reportage exempelvis påstår att bil från Toyota på något sätt är bättre än en bil från BMW så skall läsaren kunna lita på att det är journalisten som kommit fram till detta och inte företaget Toyota. Att utnyttja en persons kändisskap för att i positiva ordalag beskriva en produkt eller ett företag är ett annat vanligt exempel på tillfällen då det finns risk att journalisten, medvetet eller omedvetet, riktar uppmärksamheten från det redaktionella budskapet till förmån för kommersiella intressen. Det kan handla om att man ger omotiverat stor uppmärksamhet till en produkt som personen använder sig av eller att man skriver om företaget där han eller hon befinner sig som till exempel en restaurang eller en klädkedja.
Om ett företag annat än tidningen har levererat information till tidningen så är informationen inte längre att betrakta som en nyhet eller ett seriöst test av en produkt utan är ett annonsmaterial, oavsett om den är betald eller inte. I USA har ”dold annonsering” som man även skulle kunna kalla detta fått en allt större acceptans i tidningsbranschen men då, enligt många, på bekostnad av trovärdigheten.
Annonser som är redaktionellt maskerade måste enligt marknadsföringslagen märkas med "annons" eller "i samarbete med tidningens annonsavdelning". Som tidning eller annonsör kan man därför lätt gömma sig bakom detta genom att skriva "annons" på en plats som sällan är speciellt uppmärksammad. Märkningen blir än mer otydlig då den placeras på en webbsida eftersom en webbläsare presenterar sitt innehåll på ett helt annat sätt än en tidning. Även om annonsen är märkt och sanningsenlig så är avsikten givetvis att med en redaktionell framtoning få annonsen att se än mer trovärdig ut, men man säger då samtidigt att annonser generellt sett inte är trovärdiga, vilket av de flesta kritiker ses som ett märkligt förhållningssätt till den egna produkten – tidningen. Problematiken sammanfattas även i sammanhang där ordet "advertorial" används. Begreppet är en anglosaxisk variant av det svenska ordet "textreklam" men används i sammanhang där man har en något mer positiv syn på textreklam. När det gäller advertorials finns det dock i den svenska debatten om textreklam åsikter om att det finns både seriösa och oseriösa exempel. Om man befinner sig i USA är det med andra ord inte lika kontroversiellt att arbeta med advertorials som det är att öppet skriva textreklam i svenska publikationer.

## Klart oseriös textreklam
Det finns tidningar vars hela affärsidé går ut på att skriva om små till mellanstora företag. Detta anses av hela tidningsbranschen samt av drabbade näringsidkare som oseriös företagsamhet och till och med rent bondfångeri. Med lite god vilja skulle man kunna kalla detta för reklamjournalistik trots att det inte handlar om journalistik på ett sätt man kan förvänta sig. Det handlar alltså om publikationer som med en journalistisk framtoning eller inramning försöker ge sken av att skriva utan kommersiella motkrav. Ett känt exempel är tidningen Näringslivsrespons som sedermera blev granskad av SVT:s Mediemagasinet. Näringslivsrespons kontrade med att anmäla inslaget till Granskningsnämnden för opartiskhet. Nämnden ogillade anmälan.
Att få besök av en tidning som vill skriva en artikel om ens företag kan förstås kännas smickrande. Men om det är en för företagaren okänd tidning eller en tidning som säljs eller delas ut på annan ort, så bör försiktighet iakttagas. Denna typ av försäljare, detta är alltså inga journalister, har som enda mål att sälja en annons vilket säljaren ofta meddelar först när ”intervjun” är över. Alltså då företagaren, ofta en butiksinnehavare, är som mest smickrad och sårbar. Om man som företagare blir kontaktad via telefon brukar rådet vara att man ber personen som ringer att han eller hon brevledes skickar alla uppgifter om tidningen. Det vill säga uppgifter om räckvidd, upplaga, läsarundersökningar, o.s.v. Då tappar tidningen nästan alltid intresset och man får samtidigt en bekräftelse på att tidningen inte är seriös. Om det är svårt att hitta relevanta uppgifter på tidningens hemsida som till exempel kontaktpersoner eller prislistor så brukar det också vara ett säkert tecken. Om deras namn ofta dyker upp i tvivelaktiga sammanhang vid en sökning på internet så är det ofta en indikation på att tidningens journalistiska principer kan vara satta ur spel. 
Det bör tilläggas att dessa publikationer inte är speciellt vanliga men de som bedriver denna typ av verksamhet har tyvärr en förmåga att svärta ner en i övrigt seriös bransch. De flesta väl etablerade tidningarna eller tidskrifterna har mycket sällan som motkrav att man bör annonsera för att bli uppmärksammad med en artikel.
Sammanfattningsvis kan sägas att en företagare eller affärsinnehavare aldrig skall behöva stå i tacksamhetsskuld till ett annat företag, i det här fallet en tidning. Detta är en av de största anledningarna till att tacka nej till textreklam om man blir erbjuden detta.

## Textreklamens förespråkare
Textreklamkommittén fick år 2005 läggas ner eftersom medlemmarna inte kunde enas kring ämnet. Kommittén hade till uppgift att värna om de journalistiska principer som låg till grund för att bland annat motverka kommersiella krafters inflytande över de svenska redaktionerna. Efter nedläggningen kan man säga att kommitténs funktion och ansvarsområden flyttades över till tidningarnas redaktioner vilket medfört att textreklam numera har blivit allt svårare att definiera som bra eller dåligt sett ur ett läsarperspektiv. Textreklamkommittén ansågs som otidsenlig och dess nedläggning har kommit att bli till välsignelse för de redaktioner där tidningens överlevnad anses vara av större värde än bevarandet av dess trovärdiga innehåll. Journalistförbundets riktlinjer mot textreklam går dock stick i stäv med detta synsätt.
Håkan Lindhoff, universitetslektor vid JMK – institutionen för journalistik, medier och kommunikation vid Stockholms universitet, uttalar sig i en artikel på Second Opinion Nyheter AB angående textreklamproblemet. Detta med anledning av en artikel i Metro där Lindhoff tar klart avstånd från dess innehåll. 
Lindhoff säger: "Det här är ett klart fall av textreklam. Det kunde vara en reklamtext alltihop, från början till slut. Skribenten gör som man brukar göra i reklam och annonser – man ger exempel på lite kända namn som använder de här prylarna. Det här är dålig journalistik. Det finns inte en kritisk synpunkt.". Håkan Lindhoff och Lars-Åke Larsson, professor i Medie- och kommunikationsvetenskap vid Örebro universitet, uttalar sig senare i liknande ordalag angående en liknande artikel " i samma tidning. "
Rino Rotevatn, ordförande i journalistförbundets yrkesetiska nämnd, tycker också att artikeln är problematisk. "Är man träningsintresserad är det här jätteintressant. Det finns dock en relevant fråga att ställa sig – finns det något skäl att tala om att det är just det här gymmet som tillhandahåller detta? Personligen tycker jag att det skulle finnas en poäng med att ta upp andra träningsmetoder som inte kräver dyra redskap. I Pressens Samarbetsnämnds riktlinjer mot textreklam finns en checklista för journalister. Där står det bland annat att man ska låta det framgå klart hur urvalet ägt rum när produkter i konsumentupplysande material redovisas, och hur produkterna blivit jämförda eller testade. Det står också att man ska ”eftersträva mångsidighet vid sådana redovisningar, så att ett otillbörligt gynnande inte sker. Tittar man på checklistan kan man fråga sig om skribenten överhuvudtaget gjort ett urval, om man har eftersträvat mångsidighet och om man har jämfört några produkter, vilket är grundregeln när det gäller konsumentjournalistik."
Reklamombudsmannen, som ger vägledning i marknadsetiska frågor, menar att textreklam vilseleder mediekonsumenter och anmälningarna mot bristande reklamidentifiering har ökat. Aftonbladet är det medium som uppfattas som mest vilseledande och är den tidning som mellan 2009 och 2015 hade fällts flest gånger av reklamombudsmannen.  